# Lorenzen Wright
Lorenzen Vern-Gagne Wright (Memphis, Tennessee, 4. studenog 1975. - Collierville, Tennessee, 19. srpnja 2010.) bio je američki profesionalni košarkaš, koji je igrao na poziciji centra i krilnog centra. Izabran je u 1. krugu (7. ukupno) NBA drafta 1996. od strane Los Angeles Clippersa. Smrtno je stradao 19. srpnja 2010. u pucnjavi pod nerazjašnjenim okolnostima.

## NBA karijera
Izabran je kao sedmi izbor NBA drafta 1996. od strane Los Angeles Clippersa. Nakon tri provedene sezone u Clippersima, Wright biva mijenjan u Atlanta Hawkse za izbor prvog kruga na NBA draftu 2000. i izbor prvog kruga na NBA draftu 2002. godine. Nakon dvije sezone, Wright je mijenjan u Memphis Grizzliese zajedno s Pauom Gasolom i Brevinom Knightom u zamjenu za Shareefa Abdur-Rahima i Jamaala Tinsleyja.
Dana 30. kolovoza 2006. Wright, kao slobodan igrač, potpisuje za Atlanta Hawkse gdje se zadržava sve do sredine sezone 2007./08. Ovaj puta mijenjan je u Sacramento Kingse zajedno s Sheldenom Williamsom, Anthonyjem Johnsonom, Tyronnom Lueom i izborom drugog kruga na NBA draftu 2008. godine u zamjenu za Mikea Bibbyja. Dana 5. rujna 2008. Wright je potpisao ugovor s Cleveland Cavaliersima koji su ga nakon sezone 2008./09. otpustili.

## NBA statistika

### Regularni dio
| Godina    | Klub        | Odig. uta. | Uta. poč. | Min. | 2P%  | 3P%  | Sl. bac.% | Skok. | Asist. | Ukr. lop. | Blok. | Poena |
| --------- | ----------- | ---------- | --------- | ---- | ---- | ---- | --------- | ----- | ------ | --------- | ----- | ----- |
| 1996./97. | LA Clippers | 77         | 51        | 25.1 | .481 | .250 | .587      | 6.1   | .6     | .6        | .8    | 7.3   |
| 1997./98. | LA Clippers | 69         | 38        | 30.0 | .445 | .000 | .659      | 8.8   | .8     | .8        | 1.3   | 9.0   |
| 1998./99. | LA Clippers | 48         | 15        | 23.6 | .458 | .000 | .692      | 7.5   | .7     | .5        | .8    | 6.6   |
| 1999./00. | Atlanta     | 75         | 0         | 16.1 | .499 | .333 | .644      | 4.1   | .3     | .4        | .5    | 6.0   |
| 2000./01. | Atlanta     | 71         | 46        | 28.0 | .448 | .000 | .718      | 7.5   | 1.2    | .6        | .9    | 12.4  |
| 2001./02. | Memphis     | 43         | 33        | 29.1 | .459 | .000 | .569      | 9.4   | 1.0    | .7        | .5    | 12.0  |
| 2002./03. | Memphis     | 70         | 49        | 28.3 | .454 | .000 | .659      | 7.5   | 1.1    | .7        | .8    | 11.4  |
| 2003./04. | Memphis     | 65         | 46        | 25.8 | .439 | .000 | .733      | 6.8   | 1.1    | .7        | .9    | 9.4   |
| 2004./05. | Memphis     | 80         | 77        | 28.6 | .469 | .000 | .662      | 7.7   | 1.1    | .7        | .9    | 9.6   |
| 2005./06. | Memphis     | 78         | 58        | 21.7 | .478 | .000 | .564      | 5.1   | .6     | .7        | .6    | 5.8   |
| 2006.07.  | Atlanta     | 67         | 31        | 15.4 | .448 | .000 | .281      | 3.2   | .6     | .4        | .4    | 2.6   |
| 2007./08. | Atlanta     | 13         | 1         | 11.4 | .294 | .000 | .500      | 2.8   | .2     | .2        | .2    | 1.0   |
| 2007./08. | Sacramento  | 5          | 0         | 2.6  | .250 | .000 | .000      | .2    | .2     | .0        | .0    | .4    |
| 2008./09. | Cleveland   | 17         | 2         | 7.4  | .370 | .000 | .375      | 1.5   | .2     | .2        | .3    | 1.4   |
| Ukupno    |             | 778        | 447       | 23.8 | .459 | .069 | .645      | 6.4   | .8     | .6        | .7    | 8.0   |

### Doigravanje
| Godina    | Klub        | Odig. uta. | Uta. poč. | Min. | 2P%  | 3P%  | Sl. bac.% | Skok. | Asist. | Ukr. lop. | Blok. | Poena |
| --------- | ----------- | ---------- | --------- | ---- | ---- | ---- | --------- | ----- | ------ | --------- | ----- | ----- |
| 1996./97. | LA Clippers | 3          | 3         | 30.7 | .406 | .000 | 1.000     | 7.3   | .7     | 1.0       | .7    | 10.3  |
| 2003./04. | Memphis     | 4          | 4         | 25.0 | .435 | .000 | .333      | 4.3   | .5     | 1.0       | .5    | 5.5   |
| 2004./05. | Memphis     | 4          | 4         | 21.3 | .571 | .000 | .500      | 5.0   | 2.3    | .2        | .2    | 8.3   |
| 2005./06. | Memphis     | 4          | 0         | 21.5 | .611 | .000 | .700      | 5.0   | .8     | .0        | 1.0   | 7.3   |
| Ukupno    |             | 15         | 11        | 24.2 | .495 | .000 | .652      | 5.3   | 1.1    | .5        | .6    | 7.7   |

## Vanjske poveznice
- Profil na NBA.com
- Profil  Arhivirana inačica izvorne stranice od 27. srpnja 2010. (Wayback Machine) na Basketball-Reference.com